# Denomination (Wissenschaft)
Der Begriff Denomination beschreibt die explizite Bestimmung einer Professur. Aus der Denomination wird deutlich, zu welchem Arbeitsbereich der Inhaber bzw. die Inhaberin der Professur forscht und lehrt.
Die Denomination wird von der Hochschulleitung zusammen mit dem Fachbereich bzw. der Fakultät passend zur Entwicklungsplanung für die Stellenbesetzung bestimmt und bei der Stellenausschreibung genannt. An manchen Hochschulen obliegt die Entscheidung dem akademischen Senat. Professuren lassen sich nach einer Teil- oder Voll-Denomination unterscheiden.

## Voll-Denomination
Bei einer Voll-Denomination handelt es sich um eine Professur mit einer eindeutigen Bestimmung für einen bestimmten Schwerpunkt eines wissenschaftlichen Fachgebietes. Je nach Disziplin gibt es eine Vielzahl an Denominationen. Beispiele:
- Wissenschaftsdisziplin Pädagogik, Denominationen (Auszug): Allgemeine Pädagogik, Interkulturelle Pädagogik, Schulpädagogik
- Wissenschaftsdisziplin Betriebswirtschaftslehre, Denominationen (Auszug): Finanzen, Managementlehre, Materialwirtschaft, Marketing, Controlling
- Wissenschaftsdisziplin Chemie, Denominationen (Auszug): Allgemeine Chemie, Biochemie, chemische Verfahrenstechnik, anorganische und analytische Chemie, physikalische Chemie, Umweltchemie

## Teil-Denomination
Bei einer Teil-Denomination wird eine Aufgabenbestimmung als Zusatz formuliert. Beispielformulierungen sind „Professur für [...] mit dem Schwerpunkt [...]“ oder unter „besonderer Berücksichtigung von [...]“.